# GAIALOVES
合同会社GAIALOVESは、音楽作家エージェント事業やWEBマーケティング事業を営む日本の会社。
社長兼CEOは田丸暁生。JPOP系音楽作家の楽曲をレコード会社に営業していく事業だけでなく、WEBマーケティングを次世代音楽作家のPRに生かす事でも、音楽作家のサポートを行っている。

## 事業内容
- 作詞作曲家のマネージメント＆エージェント
- WEBマーケティング事業
- 著作権の管理取得運用
- 広告代理店
- タレントキャスティング
- 音楽ミックスエンジニアリング
- 音楽制作:音楽プロデュース：レコーディング
- 原盤制作事業
- 音楽出版事業

## 所属作家
- 内田健
- 昆真由美[2]
- 長阪浩成
- 哥丸雄貴
- 藤井理央
- 姫野博行